# ダイエー陸上部
ダイエー陸上部は、1983年から1998年まで活動していたダイエーの実業団陸上競技部。種目は長距離走のみで、拠点は大阪府→兵庫県神戸市→福岡県と変遷した。ユニフォームはコーポレートカラーのオレンジ色。

## 概要
1983年春に発足。当初は大阪府を拠点に活動していた。ダイエー会長だった中内功の意向で、当時の実業団陸上部が主戦場とした駅伝競走は目標とはせず、マラソンに標的を絞った。発足に際しては、当初旭化成陸上部に所属していた宗兄弟をマネージャーとして勧誘したものの、最終的に拒否され、同じ旭化成の長距離ランナーだった佐藤進をコーチとする。佐藤は初代監督となった。
佐藤は学生の大物ランナーを勧誘したがいずれも入部に至らず、発足直前の時点で部員は仙内勇ら5人しかいなかった。1983年3月の合宿中にテレビ放送された中日名古屋スピードマラソン（30km）で3位に入った中山竹通（当時富士通長野）にメンバーが着目し、佐藤が獲得に動いて入部することとなる（ダイエー入社は同年秋）。中山はソウル、バルセロナオリンピックのマラソンで連続4位入賞を果たした。佐藤のトレーニングは自身が経験した旭化成のものをベースとしながらも、それよりも過酷な内容だったが、中山ら選手はそれをものともせずに消化した。
大阪時代は中山、仙内のほかに、小指徹、熊谷勝仁、道浦誠、女子では山本佳子やシドニーオリンピック代表の山口衛里らが所属した。
1993年に日産自動車陸上部を吸収し、ダイエー神戸陸上部が発足。ダイエー大阪陸上部は解散した。1995年、阪神・淡路大震災に伴い拠点を福岡県に移す。日産自動車陸上部の白水昭興を監督に迎えた福岡移転後はステファン・マヤカ、藤脇友介、本川一美、高橋健一、近野義人が所属していた。全日本実業団対抗駅伝競走大会は出場5回、最高成績は第41回（1997年）・第42回（1998年）の3位。本社の業績悪化にともない1998年3月に廃部となった。